# Sechemib
Sechemib (Sechemib Perenmaat) – domniemany władca starożytnego Egiptu z II dynastii
Jedyną pewną rzeczą odnośnie do tego władcy wydaje się fakt, że rezydował w Memfis. Mógł być władcą tylko Górnego Egiptu po utracie jedności kraju i oddzieleniu się Południa.
Istnieją różne teorie dotyczące tej postaci:
- Sechemib był lokalnym władcą memfickim, następcą Senedża, którego Sechemib pochował w przygotowanym przez siebie grobowcu w Abydos (Grimal).

- Sechemib i Peribsen to ta sama osoba; Sechemib to tylko imię horusowe władcy, który je porzucił po przyjęciu imienia setowego Peribsen (Kaiser, Kwiatkowski).

- Sechemib i Peribsen to dwaj różni władcy, którzy panowali jednocześnie i walczyli między sobą o kontrolę nad całym krajem (Garnot).

- Peribsen był następcą Sechemiba, którego pozbawił tronu (Lauer).

- Sechemib był następcą Peribsena, któremu wyprawił pochówek (Helck).